# Лунь американський
Лунь американський (Circus hudsonius) — хижий птах з родини яструбових. Птах мешкає в північній півкулі. Найбільш поширений в Канаді та північній частині США. Хоча багато таксономічних інститутів відносять даного луня та луня польового до різних видів, деякі вчені розглядають їх як один вид. У Фауні України (1977) лунь американський згадується як підвид луня польового під латинською назвою Circus cyaneus hudsonius L. Однак більшість науковців підтримують виділення окремого виду ― луня американського (Circus hudsonius).
Circus hudsonius мігрує в південні райони взимку (хоча розмножується у північних зонах), переміщуючись до найпівденніших частин США, Мексики та Центральної Америки. У кліматично сприятливих регіонах півдня США птахи можуть мешкати цілий рік.

## Опис

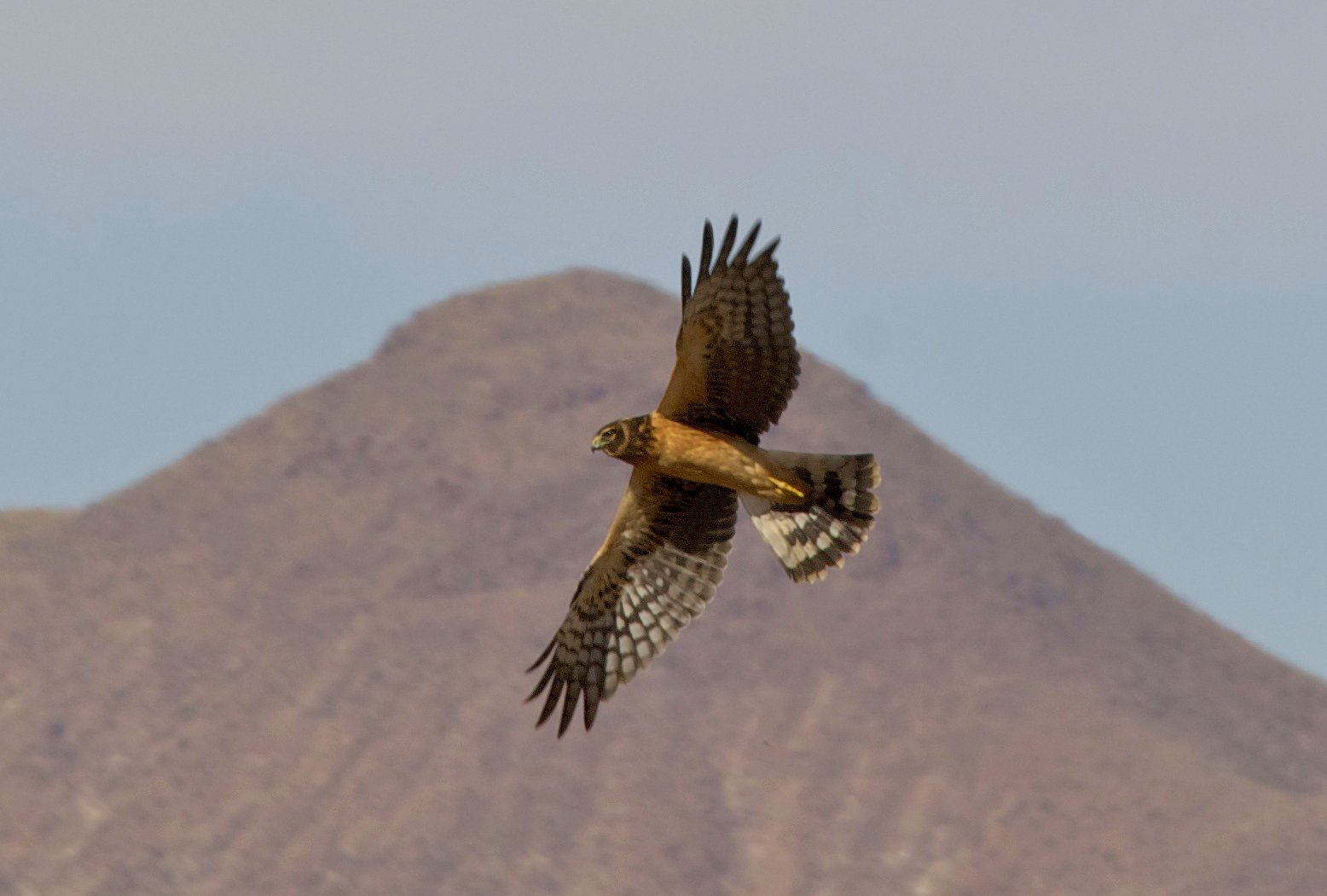
Молодий птах літає в Національному заповіднику дикої природи «Боске дель Апаче» (США)

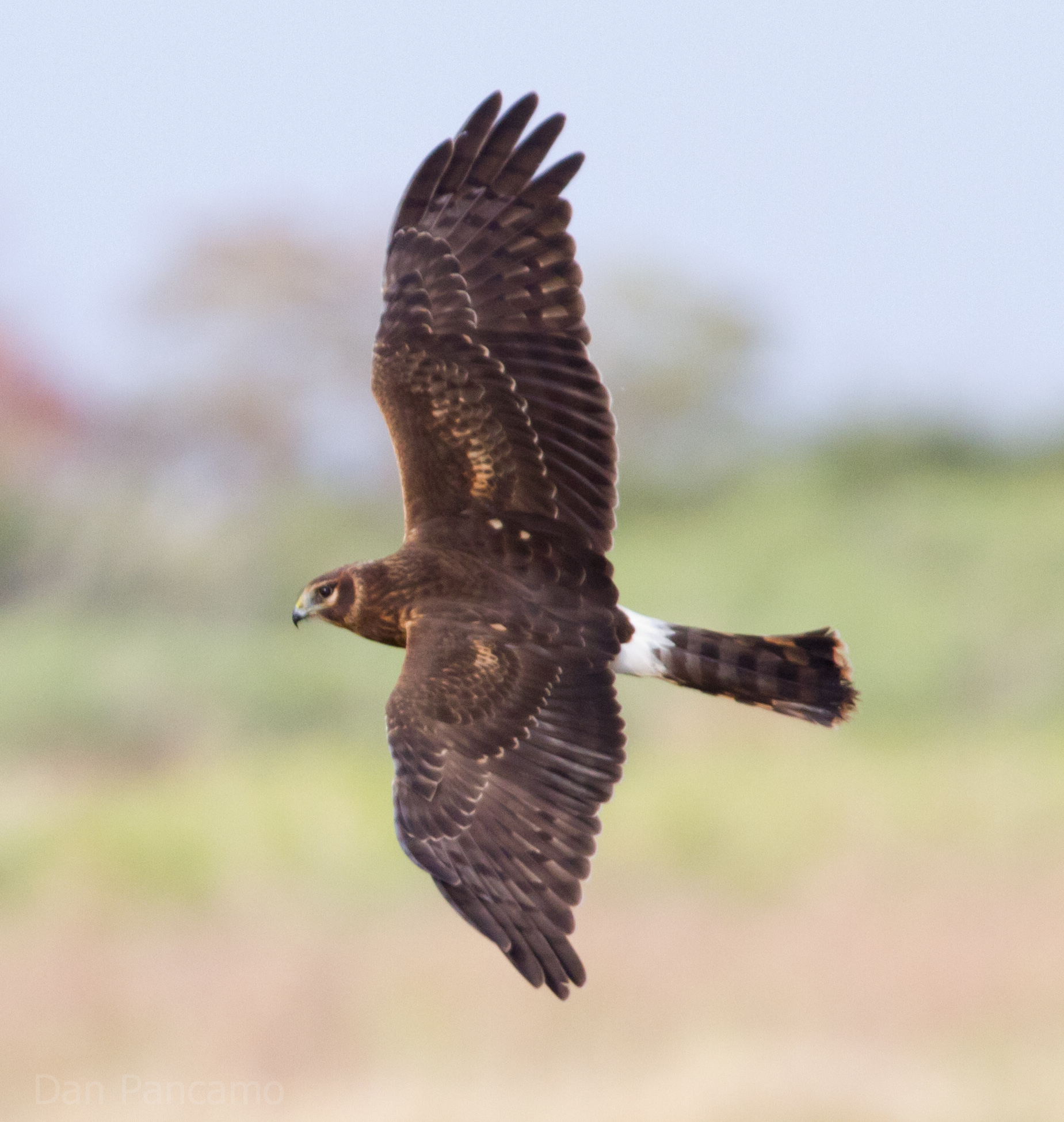
У польоті

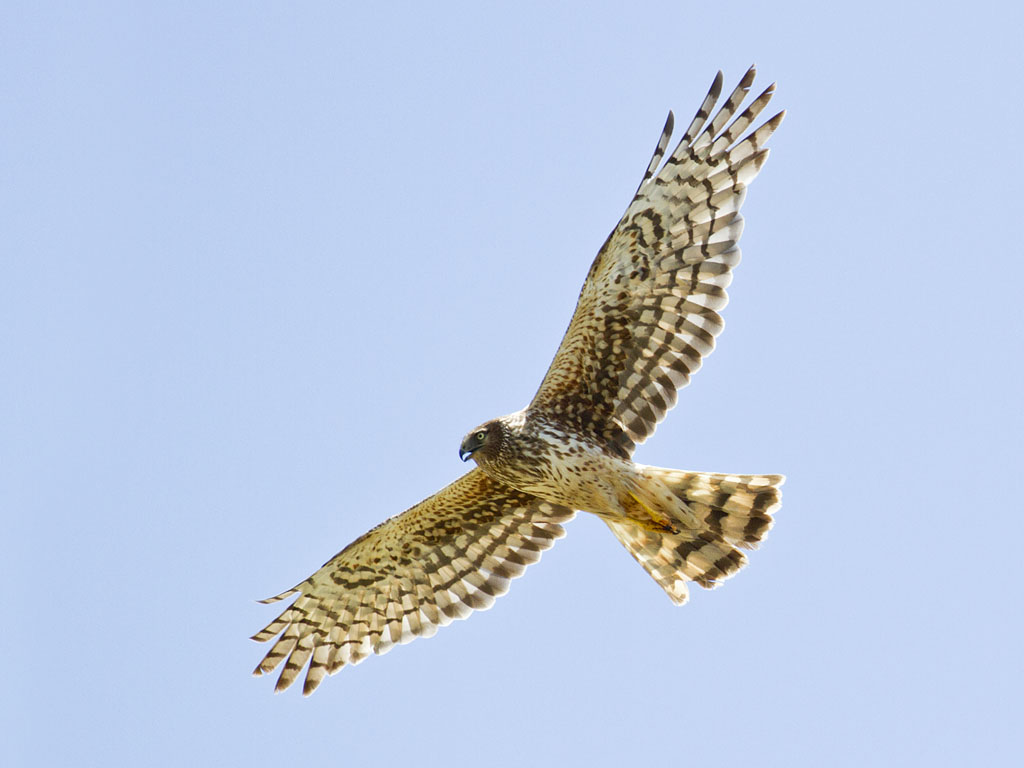
Доросла самиця у польоті (Каліфорнія)

Птах має довжину 41–52 сантиметри та розмах крил 97–122 сантиметри. Своїм чітким поділом на оперення самця та самиці схожий на інших лунів. Статі також відрізняються за вагою: самці важать від 290 до 400 грам (в середньому 350 г), а самиці від 390 до 750 г (в середньому 530 г). Згідно зі стандартними вимірюваннями, хорда крила луня має від 32,8 до 40,6 см, хвіст — від 19,3 до 25,8 см, а заплесно від 7,1 до 8,9 см. Circus hudsonius біологічно є довгокрилим та довгохвостим птахом. Має найдовші крила і хвіст по відношенню до розміру власного тіла серед будь-яких хижих птахів, що мешкають в Північній Америці.
Вид був відокремлений від луня польового деякими таксономістами на основі генетичних досліджень. Природне оселище птаха знаходиться в Північній Америці, а найближчим його родичем є лунь сірий (C. cinereus). Самець має темніший сірий колір оперення, аніж лунь польовий. Самиця також темніша та більш пухнаста. Дорослого самця деколи називають «Сірим привидом» через його вражаюче оперення та легкий політ.
Самиця видає звук: «piih-eh», коли отримує їжу від самця, а її тривожний спів звучить як: «chit-it-it-it-it-et-it». Самець видає клич: «chek-chek-chek», а під час демонстраційного польоту: «chuk-uk-uk-uk».

## Поведінка
Цей середній хижий птах замешкує простори вересових пустищ, торфових боліт, прерій, сільськогосподарських угідь, прибережних прерій Західної затоки, боліт, полів та інших відкритих екосистем. Самець утримує територію, яка має в середньому 2,6 км², хоча загалом ділянка може варіюватися від 1,7 до 150 км² площі.
Це один з небагатьох хижих птахів, який практикує полігамію (один самець спаровується з кількома самицями). Відомо, що за один сезон самець може спаровуватись з п'ятьма самицями. Гнізда розміщує на землі або на курганах та будує з паличок, а всередині вистилає травою та листям. Самиця відкладає від чотирьох до восьми (в окремих винятках від 2 до 10) яєць білуватого кольору. Яйце має приблизно 47 мм × 36 мм. Яйця висиджуються зазвичай самицею від 31 до 32 днів. У цей період самиця сидить у гнізді, тоді як самець полює і приносить їжу їй та пташенятам. Самець допомагає годувати пташенят після того, як вони вилупляться, але зазвичай не стежить за ними довше, аніж 5 хвилин. Самець зазвичай дає їжу самиці, яка потім передає їжу пташенятам, хоча пізніше, коли пташенята дорослішають, самиця отримує їжу і просто кидає в гніздо. Пташенята вигодовуються приблизно за 36-денний період, хоча самиці досягають зрілості приблизно до 2 років, а самці до 3.

## Полювання
Це типовий лунь, який полює в польоті на низьких висотах. Circus hudsonius полює в основному на дрібних ссавців. Зазвичай віддає перевагу різним видам полівок, бавовняних хом'яків та мишоподібних гризунів. До 95 % раціону пташки складають дрібні ссавці. Однак з певною регулярністю circus hudsonius полює також і на птахів, особливо самиці. Віддає перевагу горобцеподібним (горобцям, жайворонкам, щеврикам), малим куликам, молодим гусеподібним та куроподібним. Іноді доповнює раціон земноводними (особливо жабами), плазунами та комахами (особливо прямокрилими). Також були випадки полювання на кажанів. Більшу здобич, наприклад кроликів та дорослих качок, птахи приборкують шляхом їх утоплення у воді. Луні облітають ділянку кілька разів, слухаючи і шукаючи нову здобич. Птахи використовують слух регулярно, щоб знайти їжу, оскільки мають надзвичайно добрий слух як для добових хижаків.

## Статус
Circus hudsonius заселяє великий ареал, хоча є дані про зменшення популяції виду, але поки що він не наближається до меж критерію зниження популяції Червоного списку МСОП (зменшення особин на понад 30 % за десять років чи протягом трьох поколінь). Отож поки вид заносять до «найменшого ризику».

## Відносини з людьми
Деякі племена корінних американців вірять, що коли подружжя у день свого весілля побачить яструба — то це ознака довгого та щасливого шлюбу. На відміну від багатьох хижих птахів, даний вид луня та польовий лунь історично добре сприймаються фермерами, оскільки вони їдять мишей, які завдають значної шкоди врожаю. Лунів іноді називають «добрими яструбами», оскільки вони не становлять загрози для домашньої птиці, на відміну від деяких інших видів яструбових. Велике використання пестицидів у 1970-х та 1980-х роках спричинило зменшення чисельності популяції.